# 包头西站
包头西站是位于中华人民共和国内蒙古自治区包头市昆都仑区的一个铁路车站。车站建于1958年，有包兰铁路、包西铁路、包白铁路经过该站，车站及其上下行区间均为电气化区段。车站隶属中国铁路呼和浩特局集团，为一等站，主要要承担京包铁路、包兰铁路、包白铁路及包环铁路枢纽货物列车的解编任务，是连通中国东北、华北和西北地区的主要编组站。
包头西站的站场布局为双向混合式二级七场。上、下行系统各设有到达、编发、到发3个场：其中到达场与调车场纵列，出发场与调车场并列；车站上、下行调车场各有一座自动化驼峰：上行驼峰峰高为3.3米，有23条分类线；下行驼峰峰高为3.5米，有21条分类线。上、下行调车场间设交换场。